# Hedwig Andersen
Hedwig Andersen (* 9. Juni 1866 in Memel, Ostpreußen; † 29. März 1957 in Schönborn bei Eutin) war mit Clara Schlaffhorst Begründerin der Methode nach Schlaffhorst und Andersen, einer Methode der Atem-, Sprach- und Stimmtherapie.

## Leben
Als Tochter eines Reepschläger-Meisters (Seilmacher) wuchs sie in Memel auf. Ihr Vater Fritz hatte als gebürtiger Kieler in eine Pillauer Reepschlägerei eingeheiratet, Mutter Marie, geb. Marquardt, stammte aus Neidenburg. Ausbildung zur Klavierlehrerin in Sondershausen in Thüringen. Schülerin des Gesangslehrers Julius Hey, über den sie Clara Schlaffhorst kennenlernte, die ebenfalls bei ihm Schülerin war. Sie übersetzten das Buch „The Art of Breathing“ von Leo Kofler ins Deutsche. Daraus erwuchs die gemeinsame Forschung und Lehre an Atmung, Stimme und Bewegung. Ab 1910 begann sie die Lehrtätigkeit in Berlin. 1916 gründeten Schlaffhorst und Andersen die „Schule für Atem- und Gesangskunst“, die erste Ausbildungsstätte in Rothenburg an der Fulda. Diese wurde später nach Hustedt/Südheide (1926–1942) bzw. Seefeld/Pommern (1942–1945) verlegt. Nach dem Tod von Clara Schlaffhorst und der Flucht aus Pommern wurde sie von der ehemaligen Schülerin Annemarie Fischer auf deren Gut in Schönborn (Schleswig-Holstein) aufgenommen, wo sie bis zu ihrem Tod blieb.

## Werke
- zus. mit Clara Schlaffhorst: Die Kunst des Atmens. Als Grundlage der Tonerzeugung für Sänger, Schauspieler ... sowie zur Verhütung und Bekämpfung aller durch mangelhafte Atmung entstandenen Krankheiten. Leipzig, Breitkopf & Härtel 1897 (Übersetzung aus dem Engl. Leo Kofler The Art of Breathing).
- zus. mit Clara Schlaffhorst: Atmung und Stimme. Gesammelte Aufsätze und Vorträge. Berlin, Kallmeyer 1928.